# کالج ادموندز
کالج ادموندز (کالج اجتماعی ادموندز سابق)، یک کالج عمومی در لین‌وود، واشینگتن است. سالانه بیش از ۱۷۰۰۰ دانشجو دوره‌هایی را برای دریافت گواهینامه یا مدرک در کالج می‌گذرانند. این کالج بیش از ۱۳۰۰ نفر شامل ۱۲۶ مربی تمام وقت و ۲۸۳ مربی پاره وقت و ۲۶۷ دانشجو دارد. پردیس شامل ۲۸ آزمایشگاه کامپیوتر، ۹ آزمایشگاه علمی، سه غذاخوری، دو گلخانه، یک استودیوی ضبط دیجیتال، یک گالری هنری، یک تئاتر، یک مرکز مراقبت از کودکان، سالن ورزشی، یک مرکز حمل و نقل است.